# 壬生綱雄
壬生 綱雄（みぶ つなたけ）は、戦国時代から安土桃山時代にかけての武将。下野宇都宮氏の家臣。壬生氏4代当主。

## 略歴
壬生綱房の子として誕生。本姓の小槻氏氏祖・小槻今雄の名から「雄」の字を冠し、綱雄と名乗ったとされる。
父・綱房は主家内での宇都宮氏と芳賀氏の内紛に乗じ、宇都宮城を占領するものの 天文24年（1555年）急死する。
跡を継いだ綱雄は、弘治3年（1557年）宇都宮城を奪還され、壬生氏本拠の鹿沼城に退く。その後、綱雄は後北条氏の勢力拡大を背景に宇都宮氏からの独立を画策する。一方、綱房の弟で叔父・周長は一貫して宇都宮氏への従属姿勢を取って綱雄と対立する。そして天正4年（1576年)、周長と芳賀高定に謀られ、綱雄は鹿沼城内の天満宮にて暗殺された。
なお周長は同年、綱雄の子・義雄に敗北し殺害された。